# PU Vulpeculae
PU Vulpeculae är dubbelstjärna belägen i den södra delen av stjärnbilden Räven.Den har en skenbar magnitud som varierar med ca 8,7 - 16,6 och kräver ett teleskop för att kunna observeras. Baserat på parallax enligt Gaia Data Release 3 på ca 0,19 mas, beräknas den befinna sig på ett avstånd på ca 17 000 ljusår (5 000 parsek) från solen.

## Observation
Utbrottet hos PU Vulpeculae i april 1979 upptäcktes oberoende av Y. Kuwano och M. Honda. Vid upptäckt hade den en visuell magnitud på 9,1 och betecknades från början Nova Vulpeculae 1979. Fotografiska plåtar tagna sedan november 1977 visade en dramatisk ökning med fem magnituder vid upptäckten. I september 1978 hade den katalogiserats som en stjärna av spektralklass M4. En undersökning av Harvard Observatorys arkivplåtar tagna sedan 1898 visade flera mindre utbrott hos stjärnan.
Under stora delar av 1979 hade objektet en ljusstyrka på magnitud 8,9 medan det varierade med en magnitud på 0,15 med en period på cirka 80 dygn, men började 1980 att blekna snabbt, och nådde en minimistyrka på 13,65 i augusti. Vid detta minimum visade spektrumet band av TiO-molekylen, vilket är typiskt för stjärnor av spektraltyp M med lägre temperatur. Den började ljusna igen i ungefär samma takt som minskningen och nådde magnituden 8,5 i augusti 1981. Stjärnan förblev mestadels stabil på denna nivå i ungefär ett år och visade ett par korta sänkningar i ljusstyrka under 1982. Polarisering av ljuset tydde på bildande av stora stoftpartiklar, vilket antogs vara orsak till ljusstyrkans minskning 1980.
En halo av mjuk röntgenstrålning upptäcktes runt objektet 1980, liksom en svagare ringliknande struktur. Observationer 1980 av infraröd strålning antydde att den är en symbiotisk dubbelstjärna som består av en variabel, utvecklad stjärna som har expanderat för att fylla sin Roche-lob och som regelbundet överför massa till en svag, kompakt följeslagare. Systemet visade dock inte de förväntade emissionslinjerna från det infallande materialet. Spektrumet som minst angav att den utvecklade stjärnan är en jättestjärna av spektralklass M6. Den heta komponenten visade ett spektrum av superjätte eller ljusstark jätte som ändrades från en klass av F5 1983 till A2 1986, medan ljusstyrkan förblev nära magnituden 8,7. Under denna tid förändrades den heta komponenten från att likna en 97 solradiers superjätte med en temperatur som liknar solen till en vit dvärg som var mindre än solen med en temperatur över 150 000 K. Emissionslinjer blev synliga 1988 när de yttre lagren fälldes och blev en nebulosa som omgav den vita dvärgresten.
Ljusstyrkan för PU Vulpeculae började att minska stadigt 1987. I september 1989 hade den sjunkit till magnituden 10,5. Spektrumet började likna en nebulosa, som kom från en het stjärnvind som expanderade med en hastighet av 500 km/s eller mer. År 1993 försvann emissionskaraktären från vinden tillfälligt, vilket tydde på att systemet genomgick en förmörkelse. Data angav att den är en förmörkande binär med en omloppsperiod på 13,42 ± 0,27 år, vilket innebär att omloppsplanet nästan är i linje med siktlinjen från jorden. En förmörkelse skulle förklara det ovanliga minimumet under 1980.

## Egenskaper

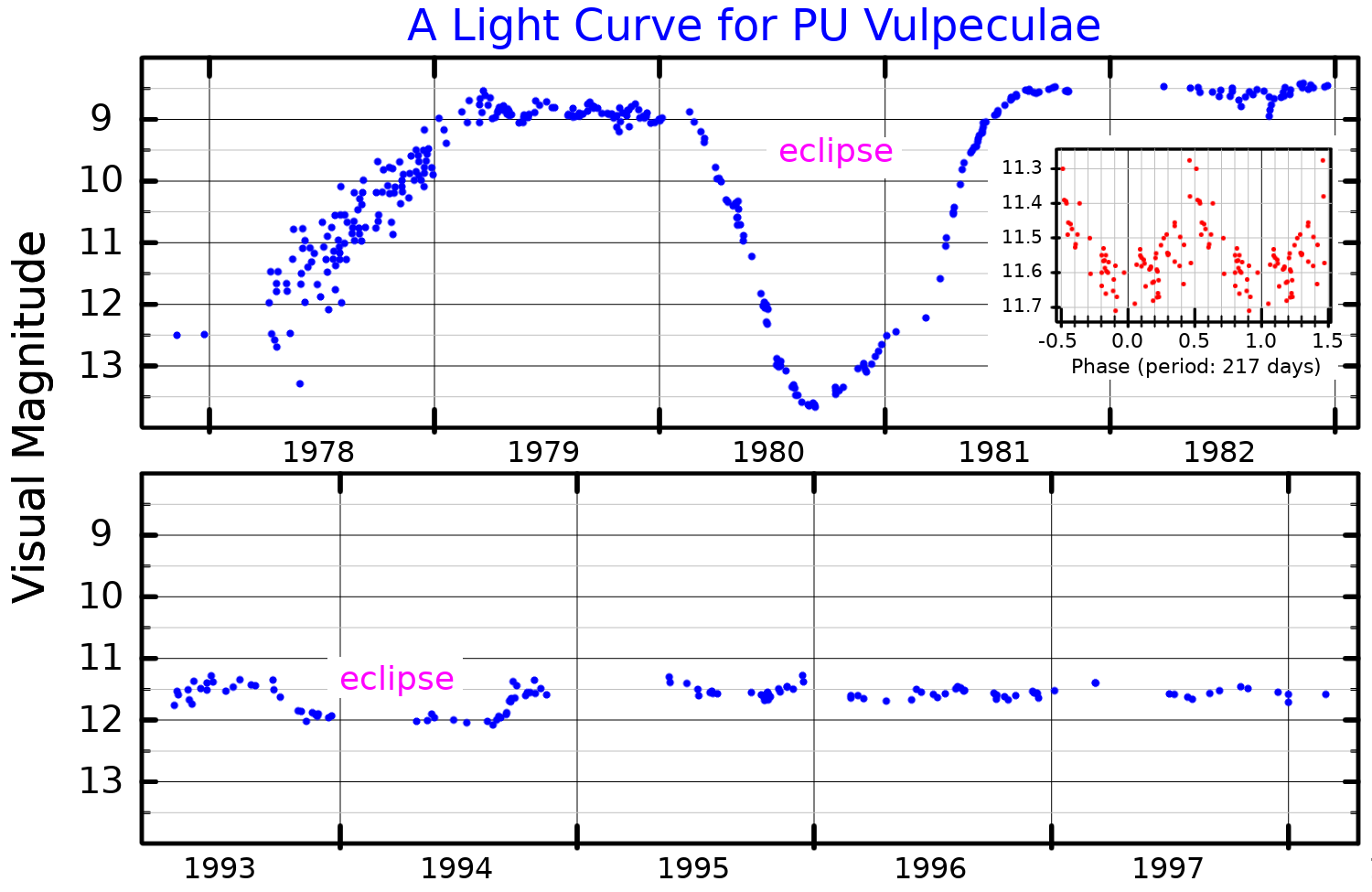
Ljuskurva i visuella bandet för PU Vulpeculae, anpassad från Belyakina et al., Kolotilov & Belyakina, och Chochol et al.) Huvuddiagrammen visar variabiliteten på lång sikt och det infällda diagrammet i den övre panelen visar Mira-pulseringarna.

Den svala komponenten fastställdes vara på den asymptotiska jättegrenen och pulserar med en period av 217 dygn, vilket gör den till en Miravariabel. Den kompakta följeslagaren är en vit dvärg med en massa som uppskattas till 60 procent av solmassan, en radie på 0,04 - 97 solradier, en lumonisitet på 5 900 – 16 800 och en temperatur på 6 300-165 000 K. Systemet visar en "ljusseffekt" orsakad av joniseringen av stjärnvinden från jätten av dvärgen. Ljuskurvan för denna variation antyder en omlopps excentricitet på minst 0,16.